# Залавочье
Залавочье — деревня в Невельском районе Псковской области России. Входит в состав Усть-Долысской волости.

## География
Деревня находится в южной части Псковской области, в зоне хвойно-широколиственных лесов, к западу от реки Ущи, на расстоянии примерно 27 километров (по прямой) к северо-западу от города Невеля, административного центра района. Абсолютная высота — 160 метров над уровнем моря.

### Климат
Климат характеризуется как умеренно континентальный, с продолжительной снежной зимой и относительно коротким тёплым летом. Среднегодовая температура воздуха — 4,4 °С. Средняя многолетняя температура самого холодного месяца (января) составляет −8 °С, средняя температура самого тёплого (июля) — +17,4°С. Среднегодовое количество осадков — 554 мм. Снежный покров держится в течение 100—105 дней.

### Часовой пояс
Деревня Залавочье, как и вся Псковская область, находится в часовой зоне МСК (московское время). Смещение применяемого времени относительно UTC составляет +3:00.

## Население
| 2001 | 2002 | 2010 |
| ---- | ---- | ---- |
| 14   | ↘9   | ↘8   |

Согласно результатам переписи 2002 года, в национальной структуре населения русские составляли 100 %.